# Peter Glossop
Peter Glossop (Sheffield, 6 luglio 1928 – Rousdon, 7 settembre 2008) è stato un baritono inglese.
Fu l'unico inglese ad aver cantato i grandi ruoli tragici da baritono di Verdi al Teatro alla Scala di Milano. Proveniva da umili origini nello Yorkshire e riuscì a divenire un interprete di primissimo piano, prima a Londra, poi nei principali teatri d'opera d'Europa e d'America.

## Primi anni e carriera
Peter Glossop è nato nel sobborgo Wadsley di Sheffield, South Yorkshire, in Inghilterra, figlio di Cyril Glossop, dirigente di una fabbrica di posate. È stato educato alla High Storrs Grammar School e fu introdotto all'opera lirica dalla madre Violet, che lo fece entrare clandestinamente nel Lyceum Theatre dove lei lavorava come segretaria. Dopo il Servizio Nazionale, entrò a far parte della Banca nazionale provinciale come impiegato e nel suo tempo libero cantava con la Sheffield Operatic Society. Il suo debutto nel 1949 fu nel doppio ruolo di Coppélius e Dr. Miracle in Les Contes d'Hoffmann. Studiò localmente con Joseph Hislop e Eva Rich e fu finalista nel Grande Caruso Contest del 1952. Si unì al coro del Sadler's Wells Opera lo stesso anno e continuò i suoi studi con Leonard Mosley. Cantò presto ruoli minori per la compagnia e il suo primo ruolo professionale fu Morales nella Carmen nel 1953. Questo fu seguito da Schaunard in La bohème e Silvio nei Pagliacci. Nel 1955 Glossop fu nominato come uno dei cantanti principali della compagnia. Nel corso dei successivi cinque anni cantò la maggior parte dei ruoli principali di baritono verdiani ed era particolarmente noto per il ruolo del protagonista nel Rigoletto e del Conte di Luna ne Il Trovatore.
Nel 1961 Glossop ha vinto la medaglia d'oro al Concorso Internazionale d'opera a Sofia e fu ingaggiato dalla Royal Opera House. Il suo debutto al Covent Garden fu come Demetrio in A Midsummer Night's Dream di Britten's. La sua grande svolta arrivò nel 1964, quando interpretò il ruolo di Rigoletto con un preavviso molto breve e segnò un grande trionfo personale. Altri ruoli per la Royal Opera sono Rodrigo nel Don Carlos, Michele ne Il Tabarro, Tonio nei Pagliacci, Marcello ne La bohème e i ruoli del protagonista nel Don Giovanni, Simon Boccanegra e Rigoletto. Nel 1964 Glossop vinse la medaglia d'oro di Verdi a Parma dopo il suo grande successo al Parma Opera sempre come Rigoletto. L'anno successivo Glossop cantò la parte di Donner nella produzione della Royal Opera House del ciclo dell'Anello wagneriano, sotto Solti e nello stesso anno debuttò al Teatro alla Scala come Rigoletto. Nel 1966 debuttò a Parigi e a San Francisco nel ruolo di Posa in Don Carlo. Nel giugno del 1968 Glossop fu scelto da Herbert von Karajan per cantare il ruolo di Tonio nel suo film sull'opera Pagliacci. Glossop riuscì così bene che Karajan lo scelse per cantare Iago nella sua nuova produzione al Festival di Salisburgo nel 1970. Questo risultò un successo tale, che registrò la sua parte nella registrazione di Karajan, sia audio che e video. Il debutto di Glossop al Metropolitan Opera di New York, avvenne nel 1971 come Scarpia nella Tosca. Ruoli successivi per il Metropolitan Opera sono Don Carlo nella La forza del destino, Mr. Redburn in Billy Budd, Balstrode in Peter Grimes e il ruolo del protagonista in Falstaff e Wozzeck.. La sua carriera continuò fino alla metà degli anni 1980 con apparizioni a Londra ed i principali teatri europei e americani d'opera. Il suo repertorio comprendeva anche Don Carlo nell'Ernani, Mandryka in Arabella, Pizarro in Fidelio e il ruolo del protagonista in L'olandese volante e Macbeth.

## Qualità e personalità
Alan Blyth su Grove afferma "Anche se non era il più sottile degli attori, le sue interpretazioni sono state sempre realizzate e cantate con trepida convinzione". Commenti fatti altrove dicono che era uno "Yorkshire scatenato" che era stato "benedetto da una forte estensione, voce potente e un temperamento a volte grossolano". "Ha avuto la convinzione di tutto quello che ha cantato, e la sua personalità estroversa migliorava tutti i suoi spettacoli teatrali". "Sul palco combinava un grande coraggio con una potente emissione vocale".

## Vita privata e ritiro dalle scene
Nel 1955 Peter Glossop sposò Joyce Blackham, un soprano d'opera. Questo matrimonio fu sciolto nel 1977 e nello stesso anno sposò Michelle Amos, una ballerina molto più giovane. Questo matrimonio finì con un divorzio nel 1986. Glossop decise di andare in pensione nel 1986 a seguito di una interpretazione di Sharpless in Madama Butterfly a Los Angeles. Si ritirò in un villaggio nei pressi di Axminster, Devon. In pensione ha fatto qualche lezione di canto e conferenze. Fu nominato dottore di musica onorario dalla Università di Sheffield. Egli era appassionato di jazz e compilò una grande collezione di dischi jazz Dixieland. Verso la fine della vita sviluppò un cancro alla gola. Peter Glossop ha avuto due figlie dal suo secondo matrimonio.

## Registrazioni e pubblicazioni
Glossop ha effettuato una serie di registrazioni. Tra queste "Macbeth" con Rita Hunter nel 1960, "Billy Budd" diretto dal compositore, e la parte di Choroebus in "Les Troyens" di Berlioz's, diretto da Colin Davis. La produzione del 1964 di "Pagliacci" a Salisburgo fu filmata, come avvenne nel 1970 per quella di "Otello".
Nel 2004 Glossop ha pubblicato la sua autobiografia La storia di un baritono Yorkshire.

## Discografia
| Titolo                                             | Direttore                     | Orchestra                              | Formato | Etichetta                  | Data di realizzazione |
| -------------------------------------------------- | ----------------------------- | -------------------------------------- | ------- | -------------------------- | --------------------- |
| Les Troyens                                        | Colin Davis                   | Royal Opera House Orchestra            | CD      | Philips                    | 1986                  |
| Didone ed Enea                                     | John Barbirolli               | English Chamber Orchestra              | CD      | EMI Classical              | 1995                  |
| Ernani                                             | Gianandrea Gavazzeni          | Milan Radio Symphony Orchestra         | CD      | Opera d'Oro                | 1997                  |
| Caractacus                                         | Charles Groves                | Royal Liverpool Philharmonic Orchestra | CD      | EMI British Composers      | 1998                  |
| Otello                                             | Herbert von Karajan           | Berliner Philharmoniker                | CD      | EMI Classical              | 1999                  |
| Roberto Devereux                                   | Charles Mackerras             | Royal Philharmonic Orchestra           | CD      | Westminster Legacy         | 2001                  |
| Otello                                             | Herbert von Karajan           | Berliner Philharmoniker                | DVD     | Deutsche Grammophon Unitel | 2001                  |
| Merrie England                                     | Michael Collins               | Michael Collins Orchestra              | CD      | EMI Classics for Pleasure  | 2002                  |
| I gioielli della Madonna                           | Alberto Erede                 | BBC Symphony Orchestra                 | CD      | Bella Voce                 | 2002                  |
| Highlights da La traviata, Rigoletto, Il trovatore | John Matheson, Michael Moores | Sadler's Wells Opera Orchestra         | CD      | EMI Classics for Pleasure  | 2003                  |
| Choral Works di Giuseppe Paolucci                  | Herbert von Karajan           | Wiener Philharmoniker                  | CD      | Tactus                     | 2003                  |
| Macbeth                                            | John Matheson                 | BBC Concert Orchestra                  | CD      | Opera Rara                 | 2004                  |
| La forza del destino                               | John Matheson                 | BBC Concert Orchestra                  | CD      | Opera Rara                 | 2005                  |
| Billy Budd                                         | Charles Mackerras             | London Symphony Orchestra              | DVD     | Decca                      | 2008                  |
| Anaanas Banaanas (by Werner Pirchner)              | Herbert von Karajan           | Vienna Philharmonic Orchestra          | CD      | Extraplatte                |                       |